# Opuntia anacantha
Opuntia anacantha är en kaktusväxtart som beskrevs av Carlos Luis Spegazzini. Opuntia anacantha ingår i släktet fikonkaktusar, och familjen kaktusväxter. Inga underarter finns listade i Catalogue of Life.

## Bildgalleri

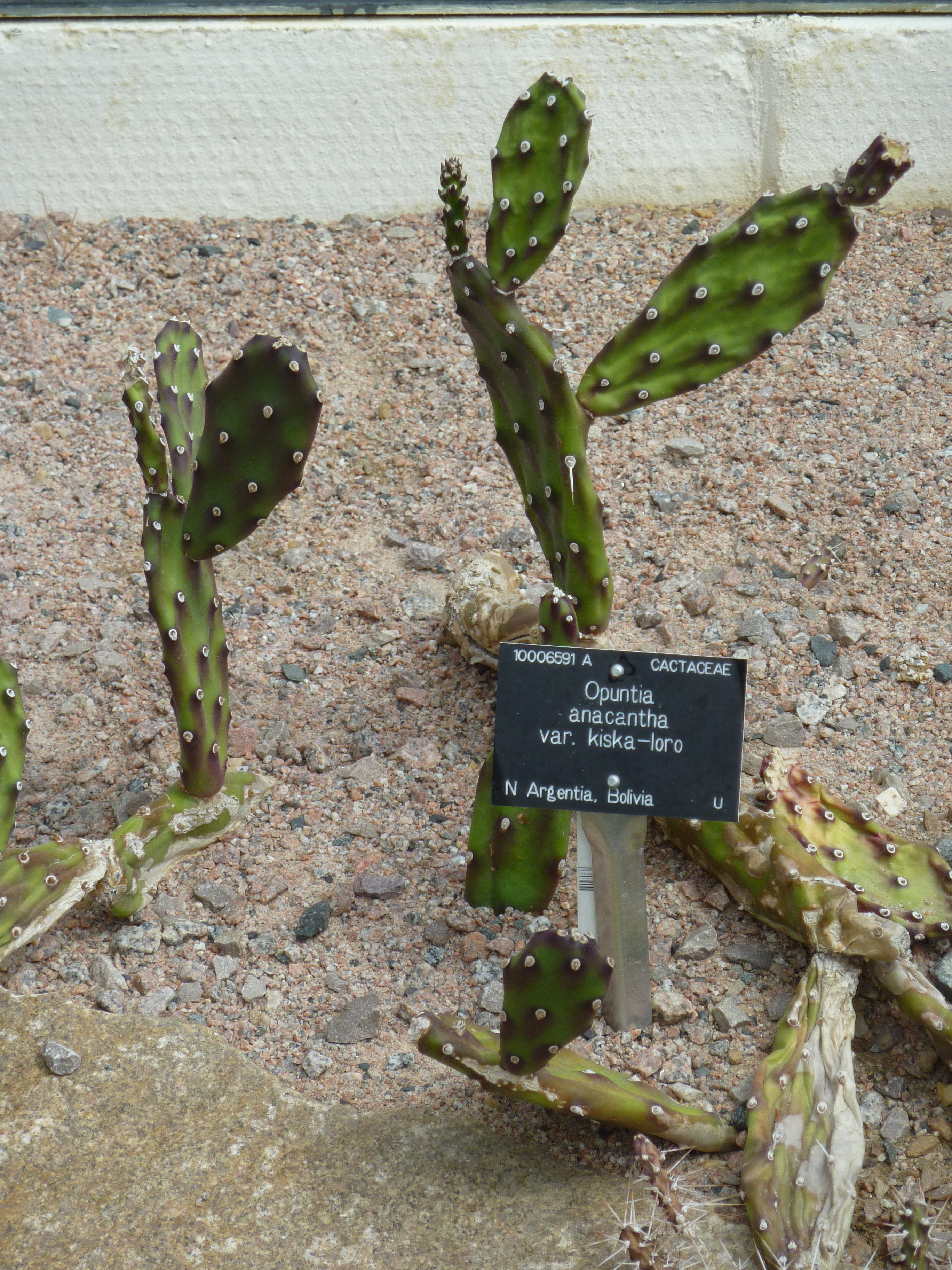
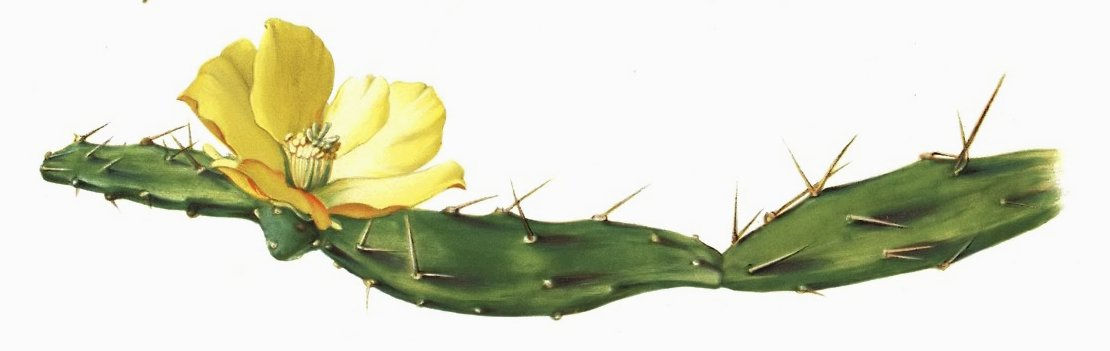
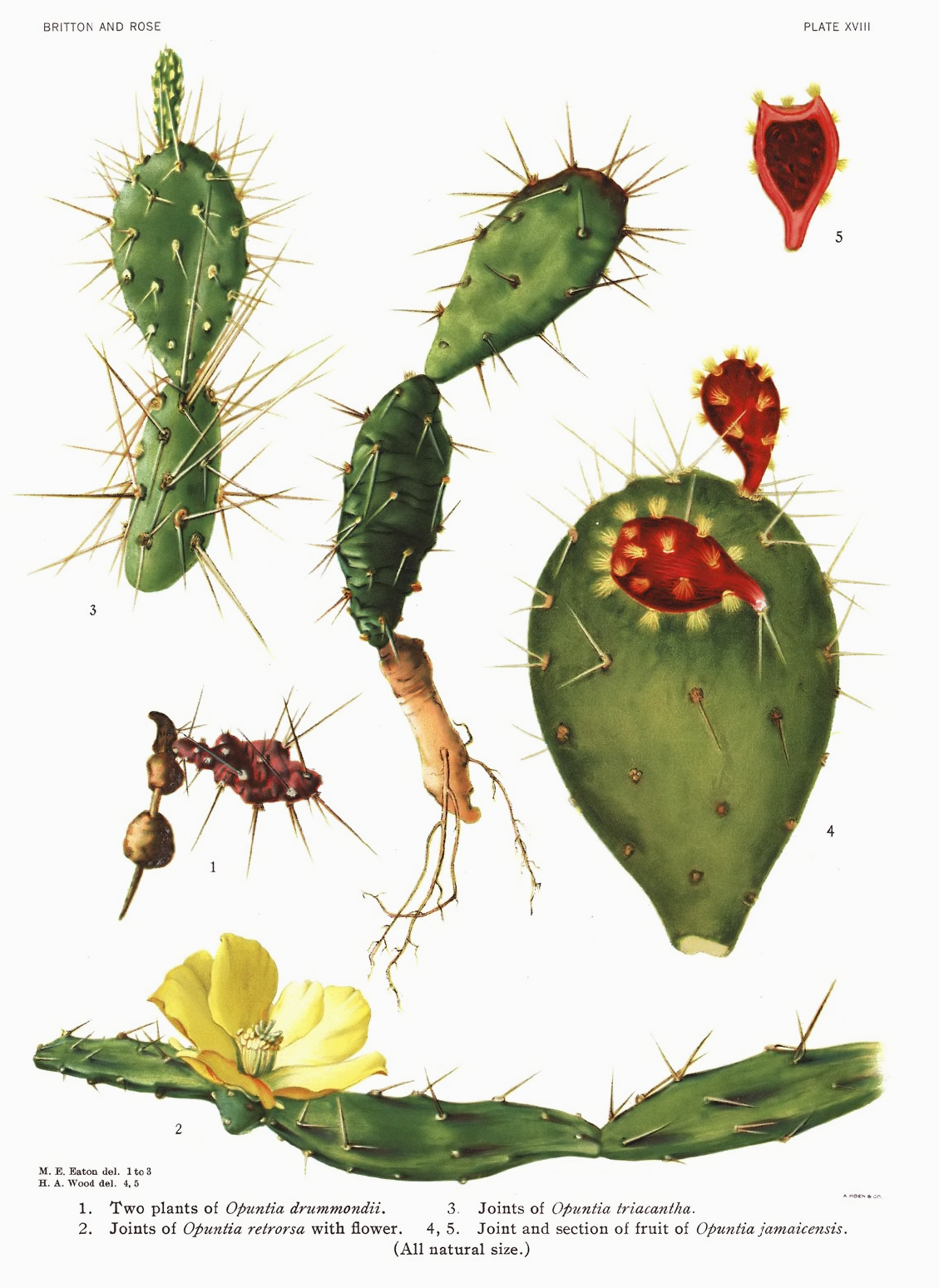